# Đơn vị khối lượng milli
Đơn vị khối lượng milli hoặc (mmu) được sử dụng làm đơn vị khối lượng bởi một số tác giả khoa học mặc dù đơn vị này không được xác định bởi sách đỏ IUPAP cũng như sách xanh IUPAC. Nó là một dạng thu gọn của "đơn vị khối lượng nguyên tử thống nhất" (mu) và chính xác hơn bằng 1/1000 của đơn vị khối lượng nguyên tử thống nhất (u). Một cái tên hiện đại hơn là millidalton (mDa) vì "đơn vị khối lượng nguyên tử thống nhất" ngày càng bị thay thế bởi đơn vị dalton.(1 Da = 1 u)
Từ năm 1961, đơn vị khối lượng nguyên tử thống nhất "u" đã được xác định là 1/12 khối lượng của 12C. Trước đó, đơn vị khối lượng nguyên tử "amu" được định nghĩa là 1/16 khối lượng 16O (vật lý) và 1/16 khối lượng của O (hóa học). Do đó, ngày xuất bản trong các tài liệu nên được chú ý khi đọc về đơn vị khối lượng milli vì tên của nó không tiết lộ liệu nó đề cập đến amu cũ hay u mới sau này.
Sự dư thừa khối lượng thường được chỉ định bằng mu hoặc mmu.
Trong phép đo khối phổ, độ chính xác khối lượng của máy phân tích khối thường được biểu thị bằng mu, mặc dù đơn vị chính xác hơn sẽ là mTh vì máy quang phổ khối đo tỷ lệ khối lượng-điện tích chứ không phải khối lượng. Độ chính xác khối lượng tương đối thường được biểu thị bằng ppm, mặc dù điều này không còn được hỗ trợ bởi sách xanh IUPAC, trong đó đề xuất sử dụng các đơn vị như μTh/Th thay vì ppm.